# آتو مایور دل ری

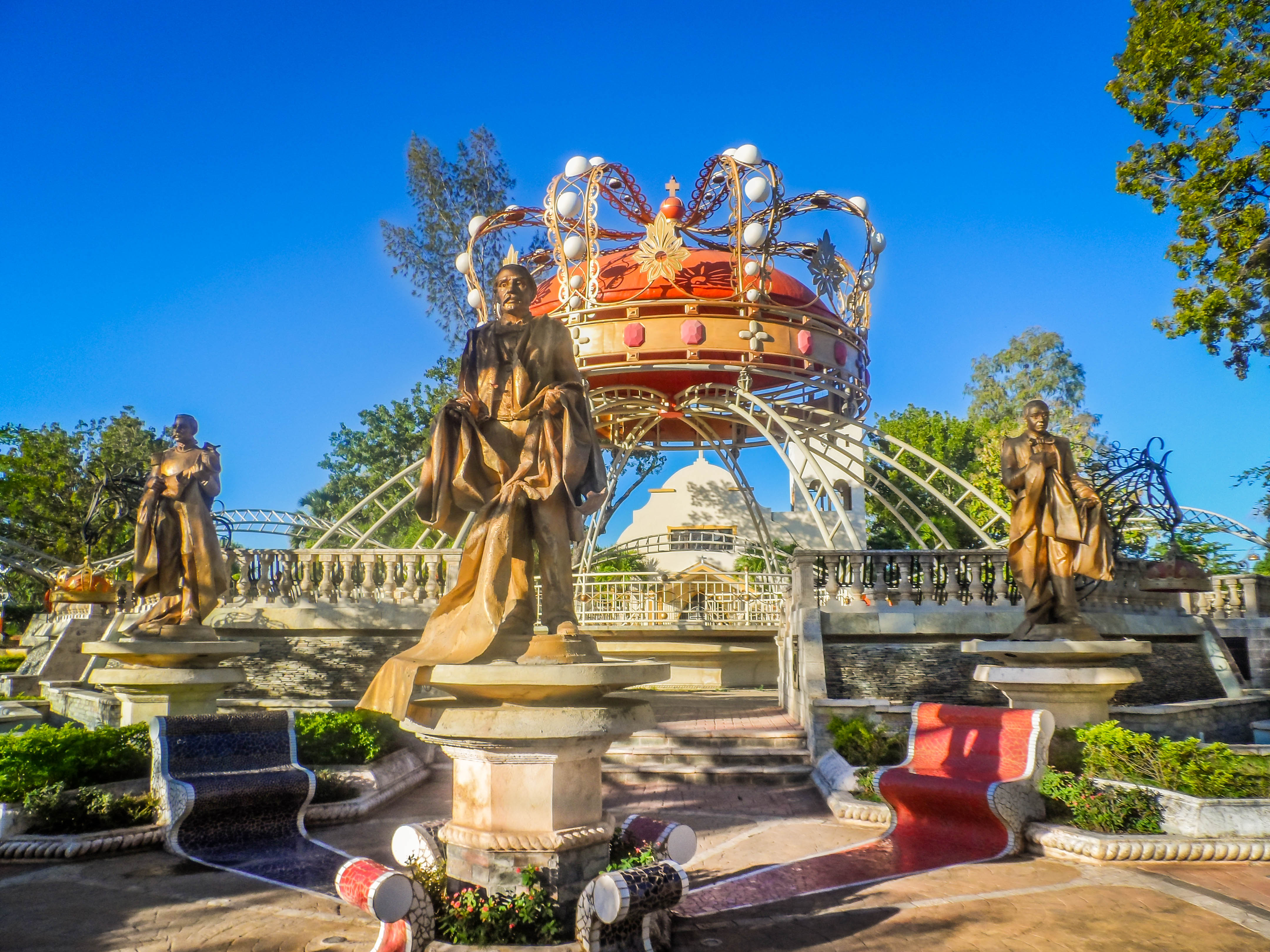
شهر آتو مایور دل ری

آتو مایور دل ری (به لاتین: Hato Mayor del Rey) یک شهر در جمهوری دومینیکن است که در سانتو دومینگو واقع شده‌است.

## خصوصیات
آتو مایور دل ری ۶۵۹٫۶۵ کیلومترمربع مساحت و ۷۰٬۱۴۱ نفر جمعیت دارد و ۱۰۲ متر بالاتر از سطح دریا واقع شده‌است.